# Christoph 17
Christoph 17 ist der Funkrufname des Zivilschutzhubschraubers des Bundesministeriums des Innern, welcher am Flugplatz Kempten-Durach stationiert ist.

## Geschichte
Am 15. September 1980 wurde eine Bölkow Bo 105 für die Luftrettung im Allgäu in Dienst gestellt. Am 23. Februar 2007 wurde die Bo 105 durch eine Eurocopter EC 135 ersetzt. Im Jahr 2018 wurde die EC 135 durch eine Airbus Helicopters H135 ersetzt. Das neue Muster ist mit einer Rettungswinde ausgestattet. Bei dem Vorgängermodell war dagegen nur eine Einrichtung zur Taubergung vorhanden. Seit der Umstellung auf die Airbus Helicopters H135 werden an der Station vorwiegend die Maschinen mit den Kennungen D-HZSH, D-HZSQ, D-HZSR und D-HZSO eingesetzt.

### Zwischenfälle
- 1985: Am 5. Januar 1985 hatte der Hauptrotor der D-HDAX nach einem Whiteout Bodenberührung an der Mittelstation des Mittagbergs, die Besatzung blieb unverletzt. Der schwer beschädigte Hubschrauber wurde am folgenden Tag als Außenlast unter einer Aérospatiale SA 330 Puma ins Tal geflogen und mit einem bereitstehenden Tieflader nach Oberschleißheim zur Reparatur transportiert.[3]
- 1995: Am 10. Februar 1995 stürzte D-HDPB bei Balderschwang (47° 27′ 0″ N, 10° 4′ 0″ O) nach der Kollision mit den Seilen einer Materialseilbahn ab; der Pilot kam dabei ums Leben. Der Notarzt und der Rettungsassistent konnten schwer verletzt gerettet werden.[3][4]

## Einzelnachweise

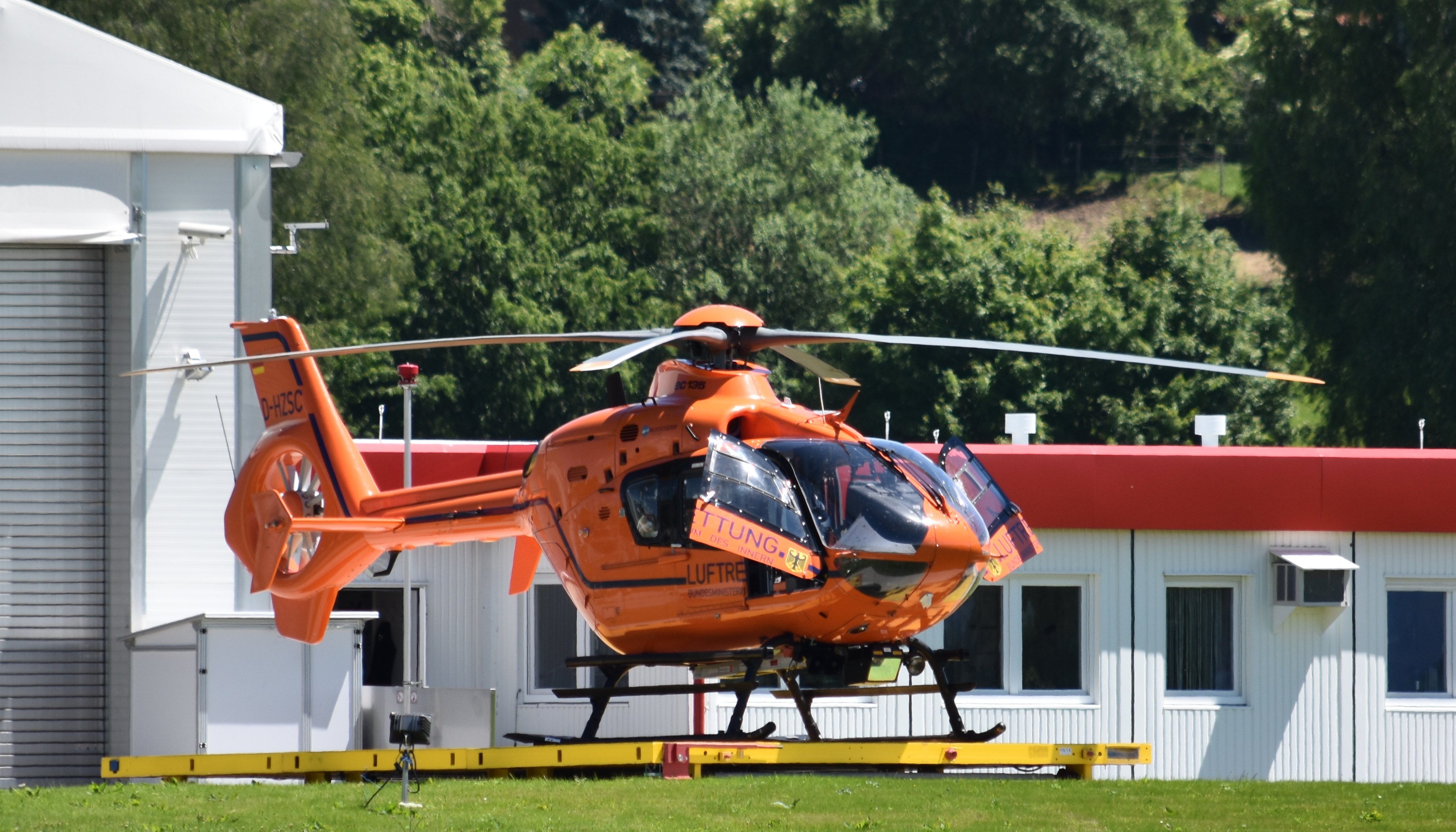
D-HZSC startbereit in Kempten-Durach